# Liga Mexicana del Pacífico 1983-84
La Temporada 1983-84 de la Liga Mexicana del Pacífico fue la 26.ª edición, llevó el nombre de Agustín D. Valdez y comenzó el 4 de octubre de 1983.
Esta campaña el equipo de Guaymas deja el nombre de Marineros de Guaymas y retoma el de Ostioneros de Guaymas.
En esta temporada se lanzó un juego sin hit ni carreras.
La temporada finalizó el 28 de enero de 1984, con la coronación de los Cañeros de Los Mochis al vencer 4-2 en serie final a los Ostioneros de Guaymas.

## Sistema de competencia

### Temporada regular
La temporada regular se dividió en dos vueltas, abarcando un total de 74 juegos a disputarse para cada uno de los diez clubes. Al término de cada mitad, se asigna un puntaje que va de 1 a 5 puntos en forma ascendente, según la clasificación (standing) general de cada club. El equipo con mayor puntaje se denomina campeón del rol regular. A continuación se muestra la distribución de dicho puntaje:
- Primera posición: 5 puntos
- Segunda: 4 puntos
- Tercera: 3 puntos
- Cuarta: 2 puntos
- Quinta: 1 puntos

### Postemporada
Tras el término de la temporada regular, los ocho equipos con mayor puntaje sobre la base de las dos vueltas de la temporada regular pasan a la etapa denominada postemporada (Play-offs) donde deben ganar 5 de 9 juegos para avanzar. De esta manera, el cuarto se enfrenta como visitante al segundo del standing en una serie, mientras que el primero y el tercero hacen lo mismo a su vez.

### Semifinal
Para la etapa de semifinales, los equipos que ganen la serie del primer play-offs se enfrentan en una serie de nueve juegos donde deben ganar cinco para avanzar a la final.

### Final
Se da entre los equipos que ganaron en la etapa de Semifinal, a ganar 4 de 7 juegos.

## Calendario
- Número de Juegos: 74 juegos

## Datos Sobresalientes
- Arturo González, lanza un juego sin hit ni carrera el 16 de diciembre de 1983, con los Mayos de Navojoa en contra de Venados de Mazatlán, siendo el número 25 de la historia de la LMP.

## Equipos participantes
| Liga Mexicana del Pacífico 1983-84 |                          |           |                   |                           |                          |           |
| Zona                               | Equipo                   | Fundación | Mánager           | Ciudad                    | Estadio                  | Capacidad |
| Norte                              | Águilas de Mexicali      | 1948      | Rudy Sandoval     | Mexicali, Baja California | Nido de los Águilas      | 9,000     |
| Norte                              | Naranjeros de Hermosillo | 1944      | Mario Mendoza     | Hermosillo, Sonora        | Héctor Espino            | 10,000    |
| Norte                              | Ostioneros de Guaymas    | 1945      | Raúl Cano         | Guaymas, Sonora           | "Abelardo L. Rodríguez"  | 5,000     |
| Norte                              | Potros de Tijuana        | 1948      | José Guerrero     | Tijuana, Baja California  | Cerro Colorado           | 10,000    |
| Norte                              | Yaquis de Ciudad Obregón | 1947      | Lee Sigman        | Ciudad Obregón, Sonora    | Tomás Oroz Gaytán        | 10,000    |
| Sur                                | Algodoneros de Guasave   | 1970      | Alfredo Ríos      | Guasave, Sinaloa          | Francisco Carranza Limón | 8,000     |
| Sur                                | Cañeros de Los Mochis    | 1947      | Vinicio García    | Los Mochis, Sinaloa       | Emilio Ibarra Almada     | 6,000     |
| Sur                                | Mayos de Navojoa         | 1950      | Terry Collins     | Navojoa, Sonora           | Manuel Ciclón Echeverría | 8,000     |
| Sur                                | Tomateros de Culiacán    | 1965      | Francisco Estrada | Culiacán, Sinaloa         | General Ángel Flores     | 10,000    |
| Sur                                | Venados de Mazatlán      | 1945      | Benjamín Reyes    | Mazatlán, Sinaloa         | Teodoro Mariscal         | 6,000     |

## Standings

### Primera Vuelta
| Zona Norte               | Zona Norte | Zona Norte | Zona Norte | Zona Norte | Zona Norte | Zona Norte | Zona Norte |
| Equipo                   | JJ         | JG         | JP         | JE         | PCT        | JV         | PTS        |
| ------------------------ | ---------- | ---------- | ---------- | ---------- | ---------- | ---------- | ---------- |
| Potros de Tijuana        | 38         | 24         | 14         | -          | .632       | -          | 5          |
| Yaquis de Ciudad Obregón | 37         | 21         | 14         | 2          | .600       | 1.5        | 4          |
| Ostioneros de Guaymas    | 38         | 20         | 17         | 1          | .541       | 3.5        | 3          |
| Naranjeros de Hermosillo | 38         | 19         | 18         | 1          | .514       | 4.5        | 2          |
| Águilas de Mexicali      | 36         | 17         | 19         | -          | .472       | 6.0        | 1          |

| Zona Sur               | Zona Sur | Zona Sur | Zona Sur | Zona Sur | Zona Sur | Zona Sur | Zona Sur |
| Equipo                 | JJ       | JG       | JP       | JE       | PCT      | JV       | PTS      |
| ---------------------- | -------- | -------- | -------- | -------- | -------- | -------- | -------- |
| Mayos de Navojoa       | 38       | 18       | 19       | 1        | .486     | -        | 5        |
| Venados de Mazatlán    | 36       | 17       | 18       | 1        | .486     | -        | 4        |
| Cañeros de Los Mochis  | 38       | 18       | 20       | -        | .474     | 0.5      | 3        |
| Tomateros de Culiacán  | 38       | 18       | 20       | -        | .474     | 0.5      | 2        |
| Algodoneros de Guasave | 37       | 11       | 24       | 2        | .361     | 10.0     | 1        |

### Segunda vuelta
| Zona Norte               | Zona Norte | Zona Norte | Zona Norte | Zona Norte | Zona Norte | Zona Norte | Zona Norte |
| Equipo                   | JJ         | JG         | JP         | JE         | PCT        | JV         | PTS        |
| ------------------------ | ---------- | ---------- | ---------- | ---------- | ---------- | ---------- | ---------- |
| Potros de Tijuana        | 36         | 23         | 13         | -          | .639       | -          | 5          |
| Naranjeros de Hermosillo | 36         | 19         | 17         | -          | .528       | 4.0        | 4          |
| Águilas de Mexicali      | 36         | 19         | 17         | -          | .528       | 4.0        | 3          |
| Ostioneros de Guaymas    | 36         | 16         | 19         | 1          | .457       | 6.5        | 2          |
| Yaquis de Ciudad Obregón | 36         | 13         | 23         | -          | .361       | 10.0       | 1          |

| Zona Sur               | Zona Sur | Zona Sur | Zona Sur | Zona Sur | Zona Sur | Zona Sur | Zona Sur |
| Equipo                 | JJ       | JG       | JP       | JE       | PCT      | JV       | PTS      |
| ---------------------- | -------- | -------- | -------- | -------- | -------- | -------- | -------- |
| Cañeros de Los Mochis  | 36       | 25       | 11       | -        | .694     | -        | 5        |
| Venados de Mazatlán    | 36       | 19       | 16       | 1        | .543     | 5.5      | 4        |
| Tomateros de Culiacán  | 36       | 18       | 18       | -        | .500     | 7.0      | 3        |
| Algodoneros de Guasave | 36       | 14       | 22       | -        | .389     | 11.0     | 2        |
| Mayos de Navojoa       | 36       | 12       | 22       | 2        | .353     | 12.0     | 1        |

### General
| Zona Norte               | Zona Norte | Zona Norte | Zona Norte | Zona Norte | Zona Norte | Zona Norte | Zona Norte |
| Equipo                   | JJ         | JG         | JP         | JE         | PCT        | JV         | PTS        |
| ------------------------ | ---------- | ---------- | ---------- | ---------- | ---------- | ---------- | ---------- |
| Potros de Tijuana        | 74         | 47         | 27         | -          | .635       | -          | 10         |
| Naranjeros de Hermosillo | 74         | 38         | 35         | 1          | .520       | 8.5        | 6          |
| Ostioneros de Guaymas    | 74         | 36         | 36         | 2          | .500       | 10.0       | 5          |
| Yaquis de Ciudad Obregón | 73         | 34         | 37         | 2          | .479       | 11.5       | 5          |
| Águilas de Mexicali      | 72         | 36         | 36         | -          | .500       | 10.0       | 4          |

| Zona Sur               | Zona Sur | Zona Sur | Zona Sur | Zona Sur | Zona Sur | Zona Sur | Zona Sur |
| Equipo                 | JJ       | JG       | JP       | JE       | PCT      | JV       | PTS      |
| ---------------------- | -------- | -------- | -------- | -------- | -------- | -------- | -------- |
| Cañeros de Los Mochis  | 74       | 43       | 31       | -        | .581     | -        | 8        |
| Venados de Mazatlán    | 72       | 36       | 34       | 2        | .514     | 5.0      | 8        |
| Mayos de Navojoa       | 74       | 30       | 41       | 3        | .422     | 11.5     | 6        |
| Tomateros de Culiacán  | 74       | 36       | 38       | -        | .486     | 7.0      | 5        |
| Algodoneros de Guasave | 73       | 25       | 46       | 2        | .352     | 16.5     | 3        |

| Avanza a Play-offs |

## Playoffs
|  | Primer Play Off | Primer Play Off | Primer Play Off |            |          | Semifinales | Semifinales | Semifinales |  |         | Final   | Final | Final |  |
|  |                 |                 |                 |            |          |             |             |             |  |         |         |       |       |  |
|  |                 |                 |                 |            |          |             |             |             |  |         |         |       |       |  |
|  | Guaymas         | Guaymas         | 5               |            |          |             |             |             |  |         |         |       |       |  |
|  | Guaymas         | Guaymas         | 5               |            |          |             |             |             |  |         |         |       |       |  |
|  | Tijuana         | Tijuana         | 3               |            |          |             |             |             |  |         |         |       |       |  |
|  | Tijuana         | Tijuana         | 3               |            | Guaymas  | Guaymas     | 5           |             |  |         |         |       |       |  |
|  |                 |                 |                 |            | Guaymas  | Guaymas     | 5           |             |  |         |         |       |       |  |
|  |                 |                 | Obregón         | Obregón    | 3        |             |             |             |  |         |         |       |       |  |
|  | Obregón         | Obregón         | Obregón         | Obregón    | 3        | 5           |             |             |  |         |         |       |       |  |
|  | Obregón         | Obregón         |                 |            |          |             |             |             |  |         |         |       |       |  |
|  | Hermosillo      | Hermosillo      | 2               |            |          |             |             |             |  |         |         |       |       |  |
|  | Hermosillo      | Hermosillo      | 2               |            |          |             |             |             |  | Guaymas | Guaymas | 2     |       |  |
|  |                 |                 |                 |            |          |             |             |             |  | Guaymas | Guaymas | 2     |       |  |
|  |                 |                 | Los Mochis      | Los Mochis | 4        |             |             |             |  |         |         |       |       |  |
|  | Navojoa         | Navojoa         | Los Mochis      | Los Mochis | 4        | 1           |             |             |  |         |         |       |       |  |
|  | Navojoa         | Navojoa         |                 |            |          |             |             |             |  |         |         |       |       |  |
|  | Los Mochis      | Los Mochis      | 5               |            |          |             |             |             |  |         |         |       |       |  |
|  | Los Mochis      | Los Mochis      | 5               |            | Culiacán | Culiacán    | 3           |             |  |         |         |       |       |  |
|  |                 |                 |                 |            | Culiacán | Culiacán    | 3           |             |  |         |         |       |       |  |
|  |                 |                 | Los Mochis      | Los Mochis | 5        |             |             |             |  |         |         |       |       |  |
|  | Culiacán        | Culiacán        | Los Mochis      | Los Mochis | 5        | 5           |             |             |  |         |         |       |       |  |
|  | Culiacán        | Culiacán        |                 |            |          |             |             |             |  |         |         |       |       |  |
|  | Mazatlán        | Mazatlán        | 4               |            |          |             |             |             |  |         |         |       |       |  |
|  | Mazatlán        | Mazatlán        | 4               |            |          |             |             |             |  |         |         |       |       |  |
|  |                 |                 |                 |            |          |             |             |             |  |         |         |       |       |  |

### Primer Play-off
| Zona Norte               | Zona Norte | Zona Norte | Zona Norte | Zona Norte | Zona Norte |
| Equipo                   | JJ         | JG         | JP         | PCT        | JV         |
| ------------------------ | ---------- | ---------- | ---------- | ---------- | ---------- |
| Yaquis de Ciudad Obregón | 7          | 5          | 2          | .714       | -          |
| Potros de Tijuana        | 7          | 2          | 5          | .286       | 3.0        |
| Ostioneros de Guaymas    | 8          | 5          | 3          | .625       | -          |
| Naranjeros de Hermosillo | 8          | 3          | 5          | .375       | 2.0        |

| Zona Sur              | Zona Sur | Zona Sur | Zona Sur | Zona Sur | Zona Sur |
| Equipo                | JJ       | JG       | JP       | PCT      | JV       |
| --------------------- | -------- | -------- | -------- | -------- | -------- |
| Cañeros de Los Mochis | 6        | 5        | 1        | .833     | -        |
| Mayos de Navojoa      | 6        | 1        | 5        | .167     | 4.0      |
| Tomateros de Culiacán | 9        | 5        | 4        | .556     | -        |
| Venados de Mazatlán   | 9        | 4        | 5        | .444     | 1.0      |

Yaquis - Naranjeros 4:9
Naranjeros - Yaquis 2:7
Yaquis - Narajeros   8:7
Narajeros - Yaquis   3:9
Yaquis - Narajeros   11:5
Narajeros - Yaquis   9:13 
| Avanza a semifinal |

### Semifinal
| Zona Norte               | Zona Norte | Zona Norte | Zona Norte | Zona Norte | Zona Norte |
| Equipo                   | JJ         | JG         | JP         | PCT        | JV         |
| ------------------------ | ---------- | ---------- | ---------- | ---------- | ---------- |
| Ostioneros de Guaymas    | 8          | 5          | 3          | .625       | -          |
| Yaquis de Ciudad Obregón | 8          | 3          | 5          | .375       | 2.0        |

| Zona Sur              | Zona Sur | Zona Sur | Zona Sur | Zona Sur | Zona Sur |
| Equipo                | JJ       | JG       | JP       | PCT      | JV       |
| --------------------- | -------- | -------- | -------- | -------- | -------- |
| Cañeros de Los Mochis | 8        | 5        | 3        | .625     | -        |
| Tomateros de Culiacán | 8        | 3        | 5        | .375     | 2.0      |

| Avanza a la final |

## Final
| Equipos               | JJ | JG | JP | PCT  | JV  |
| --------------------- | -- | -- | -- | ---- | --- |
| Cañeros de Los Mochis | 6  | 4  | 2  | .667 | -   |
| Ostioneros de Guaymas | 6  | 2  | 4  | .333 | 2.0 |

Game 1-6
Ostioners - Caneros 4:1
Caneros - Ostioneros 5:9
Ostineros - Caneros 4:7
Caneros - Ostineros 13:8
Ostineros - Caneros 8:6
Caneros  - Ostineros 9:7
| Campeón                          |
| Caneros de Los Mochis Tem. 83-84 |

## Cuadro de honor
| Equipos                  | Posición   |
| ------------------------ | ---------- |
| Cañeros de Los Mochis    | Campeón    |
| Ostioneros de Guaymas    | Subcampeón |
| Tomateros de Culiacán    | 3° Lugar   |
| Yaquis de Ciudad Obregón | 4° Lugar   |
| Venados de Mazatlán      | 5° Lugar   |
| Potros de Tijuana        | 6° Lugar   |
| Naranjeros de Hermosillo | 7° Lugar   |
| Mayos de Navojoa         | 8° Lugar   |
| Águilas de Mexicali      | 9° Lugar   |
| Algodoneros de Guasave   | 10° Lugar  |

## Designaciones
A continuación se muestran a los jugadores más valiosos de la temporada.
| Designación         | Ganador           | Equipo                   |
| ------------------- | ----------------- | ------------------------ |
| Jugador Más Valioso | Aurelio Rodríguez | Cañeros de Los Mochis    |
| Pitcher del Año     | Eleno Cuen        | Ostioneros de Guaymas    |
| Novato del año      | Armando Pruneda   | Naranjeros de Hermosillo |
| Mánager del Año     | Vinicio García    | Cañeros de Los Mochis    |
| Mánager Campeón     | Vinicio García    | Cañeros de Los Mochis    |
| Campeón de Bateo    | James Collins     | Venados de Mazatlán      |
| Campeón de Pitcheo  | Ramón Villegas    | Mayos de Navojoa         |